# Österreichische Badmintonmeisterschaft 2014
Die Österreichische Badmintonmeisterschaft 2014 fand vom 31. Januar bis zum 2. Februar 2014 in Wien statt. Es war die 57. Auflage der Meisterschaften.

## Medaillengewinner
| Disziplin    | Gold                             | Silber                          | Bronze                                |
| ------------ | -------------------------------- | ------------------------------- | ------------------------------------- |
| Herreneinzel | David Obernosterer               | Matthias Almer                  | Daniel Graßmück                       |
| Herreneinzel | David Obernosterer               | Matthias Almer                  | Luka Wraber                           |
| Dameneinzel  | Alexandra Mathis                 | Claudia Mayer                   | Elisabeth Baldauf                     |
| Dameneinzel  | Alexandra Mathis                 | Claudia Mayer                   | Katrin Neudolt                        |
| Herrendoppel | Jürgen Koch Peter Zauner         | Daniel Graßmück Roman Zirnwald  | Vilson Vattanirapel Lukas Weissenbäck |
| Herrendoppel | Jürgen Koch Peter Zauner         | Daniel Graßmück Roman Zirnwald  | René Nichterwitz David Obernosterer   |
| Damendoppel  | Elisabeth Baldauf Belinda Heber  | Katrin Neudolt Bianca Schiester | Sarina Kohlfürst Nathalie Ziesig      |
| Damendoppel  | Elisabeth Baldauf Belinda Heber  | Katrin Neudolt Bianca Schiester | Lilli Greutter Sonja Langthaler       |
| Mixed        | Roman Zirnwald Elisabeth Baldauf | Simon Rebhandl Iris Freimüller  | Dominik Trojan Anna Demmelmayer       |
| Mixed        | Roman Zirnwald Elisabeth Baldauf | Simon Rebhandl Iris Freimüller  | Paul Demmelmayer Belinda Heber        |

## Herreneinzel
- Harald Hochgatterer – Peter Kreulitsch: 15-21 21-16 22-20
- Christoph Syrch – Heimo Götschl: 21-16 13-21 21-13
- Philip Birker – Armin Griebler: 21-14 14-21 21-18
- Michael Trojan – Moritz Kaufmann: 21-18 21-16
- Markus Grutschnig – Lukas Mizelli: 21-17 21-14
- Paul Demmelmayer – Fredrik Wendschlag: 21-9 21-9
- Matthias Bertsch – Jakob Wraber: 21-14 21-9
- Richard Schneeberger – Marian Gratzer: 21-14 21-16
- Peter Wetz – Jia Ge: w.o.
- Christoph Muhri – Markus Zvonek: 21-17 21-15
- Lukas Rebhandl – Thomas Petzold: 21-19 21-18
- Wolfgang Luber – Mathias Pyykkönen: w.o.
- Lukas Stöberl – Arthur Tomsovic: 21-8 21-16
- Ralph Bittenauer – Felix Fink: 16-21 21-9 21-12
- Lukas Fröhlich – Jürgen Schuster: 21-14 21-19
- Simon Rebhandl – Jakob Sorger: 21-13 21-15
- Markus Hinz – Michael Schausberger: 21-17 21-13
- Erik Seiwald – Michael Hofmann: 21-17 21-16
- Markus Schaller – Lukas Weissenbäck: 13-21 21-19 22-20
- Florian Baumgartner – Stefan Wrulich: 21-18 21-14
- Benjamin Feichtinger – Philipp Büchler: 21-13 21-19
- Dominik Trojan – Simon Turba: 21-19 21-14
- Michael Giesinger – Markus Garsleitner: 21-12 21-10
- David Obernosterer – Harald Hochgatterer: 21-9 21-8
- Leon Seiwald – Christoph Syrch: 21-15 13-21 21-17
- Rüdiger Gnedt – Lukas Rebhandl: 21-16 21-10
- Michael Trojan – Ralph Bittenauer: 21-17 21-11
- Daniel Graßmück – Lukas Fröhlich: 21-8 21-8
- Paul Demmelmayer – Simon Rebhandl: 21-14 21-6
- Jan Sedlmayr – Markus Hinz: 21-16 21-12
- Matthias Bertsch – Richard Schneeberger: 21-19 21-6
- Markus Schaller – Erik Seiwald: 21-16 16-21 21-16
- Wolfgang Gnedt – Florian Baumgartner: 21-13 21-8
- Markus Grutschnig – Philip Birker: 21-9 21-8
- Matthias Almer – Benjamin Feichtinger: 21-10 21-8
- Christoph Muhri – Peter Wetz: 21-13 21-9
- Vilson Vattanirappel – Dominik Trojan: 21-8 21-10
- Michael Giesinger – Wolfgang Luber: 21-2 21-6
- Luka Wraber – Lukas Stöberl: 21-15 21-12
- David Obernosterer – Leon Seiwald: 21-11 21-11
- Matthias Almer – Markus Grutschnig: 21-12 21-10
- Luka Wraber – Michael Giesinger: 21-15 21-5
- Rüdiger Gnedt – Michael Trojan: 21-18 11-21 21-12
- Daniel Graßmück – Paul Demmelmayer: 21-10 21-10
- Jan Sedlmayr – Matthias Bertsch: 21-7 21-12
- Wolfgang Gnedt – Markus Schaller: 21-9 26-24
- Vilson Vattanirappel – Christoph Muhri: 21-4 21-5
- Matthias Almer – Wolfgang Gnedt: 21-17 21-15
- David Obernosterer – Rüdiger Gnedt: 21-14 21-16
- Luka Wraber – Vilson Vattanirappel: 21-11 21-19
- Daniel Graßmück – Jan Sedlmayr: 21-9 22-20
- David Obernosterer – Daniel Graßmück: 21-13 21-18
- Matthias Almer – Luka Wraber: 22-20 18-21 22-20
- David Obernosterer – Matthias Almer: 17-21 21-8 21-18

## Dameneinzel
- Susanne Schuster – Bianca Schiester: 21-17 21-15
- Michaela Mathis – Katharina Hochmeir: 21-14 21-18
- Anna Demmelmayer – Mia Matic: 21-13 21-8
- Sarina Kohlfürst – Ina Tippelt: 21-13 19-21 10-4 Aufgabe
- Leonie Stenek – Sonja Langthaler: 21-18 21-17
- Janine Lais – Jenny Ertl: 21-5 21-23 21-13
- Barbara Galos – Natalie Herbst: w.o.
- Sarina Kohlfürst – Daniela Adamec: 19-21 21-12 29-27
- Susanne Schuster – Antonia Meinke: 21-19 21-16
- Michaela Mathis – Nathalie Ziesig: 14-21 21-11 21-15
- Elisabeth Baldauf – Anna Demmelmayer: 15-21 21-13 21-11
- Alexandra Mathis – Barbara Galos: 21-10 21-10
- Claudia Mayer – Martina Nöst: 21-5 21-10
- Katrin Neudolt – Leonie Stenek: 21-12 21-8
- Janine Lais – Jana Haas: 21-9 21-2
- Claudia Mayer – Susanne Schuster: 21-11 21-11
- Katrin Neudolt – Sarina Kohlfürst: 21-19 21-8
- Alexandra Mathis – Janine Lais: 21-13 23-21
- Elisabeth Baldauf – Michaela Mathis: 22-20 21-14
- Alexandra Mathis – Katrin Neudolt: 21-19 21-10
- Claudia Mayer – Elisabeth Baldauf: 21-13 21-13
- Alexandra Mathis – Claudia Mayer: 21-17 19-21 21-19

## Herrendoppel
- Fabian Steurer / Daniel Wolf – Lukas Rebhandl / Simon Rebhandl: 21-17 21-19
- Jan Sedlmayr / Matthias Bertsch – Georg Cejnek / Christoph Frantes: 21-18 21-13
- Fredrik Wendschlag / Markus Schaller – Lukas Fröhlich / Michael Schausberger: 21-18 21-18
- Christoph Jonas / Markus Hinz – Markus Grutschnig / Richard Schneeberger: 21-9 21-13
- Benjamin Schlemmer / Ralph Bittenauer – Peter Kreulitsch / Stefan Wrulich: 21-19 17-21 29-27
- Wolfgang Gnedt / Rüdiger Gnedt – Michael Giesinger / Jakob Wraber: 21-17 21-12
- Arthur Tomsovic / Leon Seiwald – Jakob Sorger / Markus Zvonek: 21-18 21-10
- Lukas Stöberl / Thomas Petzold – Alexander Serov / Alexander Wong: 21-13 21-19
- Christoph Muhri / Philip Birker – Jia Ge / Armin Griebler: 21-19 21-18
- Dominik Trojan / Paul Demmelmayer – Philip Katsaros / Christoph Syrch: 21-10 21-15
- Erik Seiwald / Benjamin Feichtinger – Florian Baumgartner / Lukas Mizelli: 21-14 24-22
- Roman Zirnwald / Daniel Graßmück – Fabian Steurer / Daniel Wolf: 21-7 21-13
- Michael Hofmann / Harald Hochgatterer – Markus Schaller / Fredrik Wendschlag: 16-21 23-21 21-19
- Lukas Weissenbäck / Vilson Vattanirappel – Rüdiger Gnedt / Wolfgang Gnedt: 21-16 21-11
- Jan Sedlmayr / Matthias Bertsch – Leon Seiwald / Arthur Tomsovic: 21-16 21-18
- Benjamin Schlemmer / Ralph Bittenauer – Markus Hinz / Christoph Jonas: 18-21 21-18 21-14
- David Obernosterer / René Nichterwitz – Thomas Petzold / Lukas Stöberl: 21-12 21-16
- Dominik Trojan / Paul Demmelmayer – Philip Birker / Christoph Muhri: 21-12 21-8
- Peter Zauner / Jürgen Koch – Benjamin Feichtinger / Erik Seiwald: 21-10 21-9
- David Obernosterer / René Nichterwitz – Ralph Bittenauer / Benjamin Schlemmer: 21-13 21-17
- Roman Zirnwald / Daniel Graßmück – Harald Hochgatterer / Michael Hofmann: 21-17 21-9
- Lukas Weissenbäck / Vilson Vattanirappel – Matthias Bertsch / Jan Sedlmayr: 21-15 21-18
- Peter Zauner / Jürgen Koch – Paul Demmelmayer / Dominik Trojan: 22-20 21-14
- Roman Zirnwald / Daniel Graßmück – Vilson Vattanirappel / Lukas Weissenbäck: 21-17 12-21 21-17
- Peter Zauner / Jürgen Koch – René Nichterwitz / David Obernosterer: 21-9 21-16
- Peter Zauner / Jürgen Koch – Daniel Graßmück / Roman Zirnwald: 21-17 16-21 21-14

## Damendoppel
- Katharina Hochmeir / Jana Haas – Sabine Ferner / Natalie Herbst: 21-19 21-16
- Iris Freimüller / Anna Demmelmayer – Antonia Meinke / Carina Meinke: 21-6 21-4
- Michaela Mathis / Julia Herndlhofer – Jenny Ertl / Mia Matic: 21-16 17-21 21-15
- Nathalie Ziesig / Sarina Kohlfürst – Jana Haas / Katharina Hochmeir: 21-13 21-17
- Bianca Schiester / Katrin Neudolt – Anna Demmelmayer / Iris Freimüller: 21-12 21-12
- Belinda Heber / Elisabeth Baldauf – Janine Lais / Leonie Stenek: 20-22 21-10 21-10
- Sonja Langthaler / Lilli Greutter – Julia Herndlhofer / Michaela Mathis: 21-16 20-22 21-18
- Belinda Heber / Elisabeth Baldauf – Sarina Kohlfürst / Nathalie Ziesig: 21-15 21-6
- Bianca Schiester / Katrin Neudolt – Lilli Greutter / Sonja Langthaler: 21-15 21-18
- Belinda Heber / Elisabeth Baldauf – Katrin Neudolt / Bianca Schiester: 21-17 21-16

## Mixed
- Florian Baumgartner / Alexandra Mathis – Markus Schaller / Daniela Adamec: 21-15 21-19
- Lukas Fröhlich / Katharina Hochmeir – Michael Giesinger / Natalie Herbst: w.o.
- Dominik Trojan / Anna Demmelmayer – Simon Turba / Mia Matic: 21-11 21-8
- Lukas Rebhandl / Jana Haas – Benjamin Feichtinger / Sabine Ferner: 21-14 21-12
- Simon Rebhandl / Iris Freimüller – Leon Seiwald / Janine Lais: 21-19 21-14
- Ralph Bittenauer / Lilli Greutter – Markus Hinz / Barbara Galos: 21-11 16-21 21-13
- Erik Seiwald / Martina Nöst – Michael Schausberger / Ina Tippelt: 19-21 23-21 21-13
- Roman Zirnwald / Elisabeth Baldauf – Benjamin Schlemmer / Bianca Schiester: 21-11 21-5
- Florian Baumgartner / Alexandra Mathis – Richard Schneeberger / Antonia Meinke: 21-4 21-8
- René Nichterwitz / Nathalie Ziesig – Lukas Fröhlich / Katharina Hochmeir: 21-7 21-16
- Dominik Trojan / Anna Demmelmayer – Stefan Wrulich / Jenny Ertl: 21-8 21-17
- Daniel Wolf / Leonie Stenek – Lukas Rebhandl / Jana Haas: 21-16 21-14
- Simon Rebhandl / Iris Freimüller – Philip Katsaros / Sonja Langthaler: 27-29 22-20 21-19
- Ralph Bittenauer / Lilli Greutter – Christoph Frantes / Julia Herndlhofer: 21-19 19-21 21-16
- Paul Demmelmayer / Belinda Heber – Erik Seiwald / Martina Nöst: 21-17 21-12
- Roman Zirnwald / Elisabeth Baldauf – Florian Baumgartner / Alexandra Mathis: 21-10 21-16
- Simon Rebhandl / Iris Freimüller – Daniel Wolf / Leonie Stenek: 20-22 21-16 21-9
- Dominik Trojan / Anna Demmelmayer – René Nichterwitz / Nathalie Ziesig: 21-14 21-14
- Paul Demmelmayer / Belinda Heber – Ralph Bittenauer / Lilli Greutter: 21-6 21-11
- Roman Zirnwald / Elisabeth Baldauf – Dominik Trojan / Anna Demmelmayer: 21-9 21-12
- Simon Rebhandl / Iris Freimüller – Paul Demmelmayer / Belinda Heber: 21-18 18-21 16-8 Aufgabe
- Roman Zirnwald / Elisabeth Baldauf – Simon Rebhandl / Iris Freimüller: 21-14 21-8